# Capanica
Capanica is een geslacht van vlinders van de familie roestmotten (Heliodinidae), uit de onderfamilie Orthoteliinae.

## Soorten
- C. astrophanes Meyrick, 1917
- C. lamprolitha Meyrick, 1917